# 方濟各教堂和修道院 (杜布羅夫尼克)

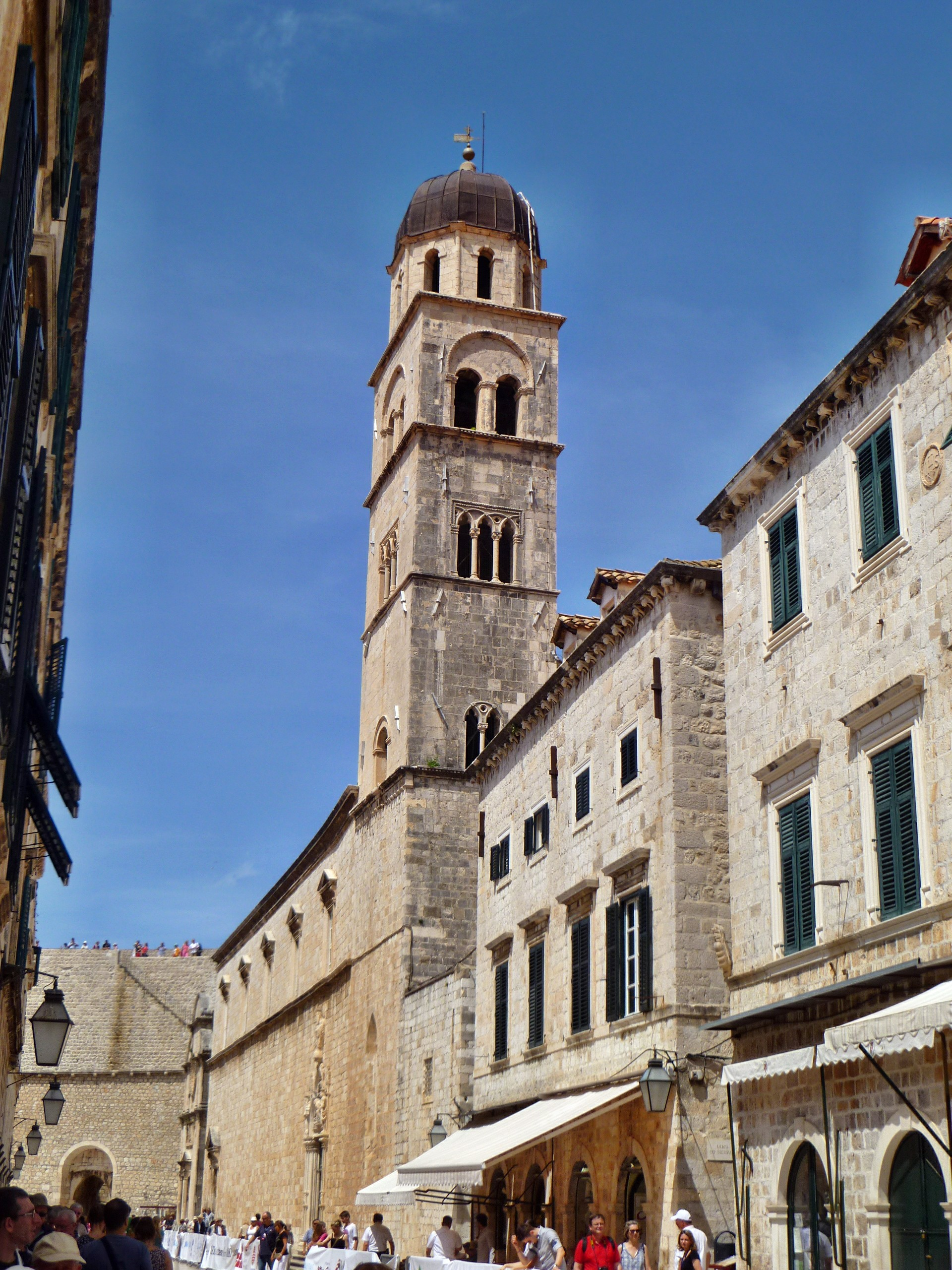
方濟各教堂和修道院

方濟各教堂和修道院（Franciscan Church and Monastery）是位於克羅埃西亞城市杜布羅夫尼克的一座宗教建築，包括修道院、教堂、圖書館和藥房。修道院內的藥店是世界上仍然開業的藥店中歷史第三古老的。